# اک-تویب
اک-تویب (به لاتین: Ak-Tyube) یک منطقهٔ مسکونی در تاجیکستان است که در ولایت سغد واقع شده‌است.